# 许奕
许奕（?—1219年），字成子，南宋简州人。
以父蔭擔任长江县主簿。丁母憂，期满后调为涪城县尉。慶元五年（1199年），进士第一，授签书剑南东川节度判官；历官起居舍人。曾告戒韩侂胄國力衰弱，不宜用兵。谏官王居安、傅伯成以言事去职，许奕上疏力争之，许奕亦被逐。嘉定十二年（1219年）卒。著有《毛诗说》、奏议、杂文等。

## 延伸阅读
[在维基数据编辑]
 《宋史·卷406》，出自脱脱《宋史》